# マーロン・ディカーソン (ニュージャージー州の政治家)
マーロン・ディカーソン（Mahlon Dickerson, 1770年4月17日 - 1853年10月5日）は、アメリカ合衆国の裁判官、政治家。民主共和党および民主党に所属した。1815年から1817年まで第7代ニュージャージー州知事を、1834年から1838年まで第10代アメリカ合衆国海軍長官を務めた。また1817年から1834年まで8期16年連続でアメリカ合衆国上院議員を務めた。

## 生涯

### 青年期
1770年、ニュージャージー州ハノーヴァーで生まれた。家庭教師の下で教育を受け、1789年にニュージャージー大学（現在のプリンストン大学）を卒業した。その後、法律を勉強し、1793年に弁護士として認可を受けた。

### ペンシルベニアでの政治
1794年、ペンシルベニア州でウィスキー税反乱が発生すると、ニュージャージーの民兵により組織された第2騎兵連隊に対して個人的な支援を行い、反乱の鎮圧を手助けした。
その後フィラデルフィアに定住し、1797年にペンシルベニア州の裁判所で裁判官となった。1802年には同州の破産監理官に任ぜられ、1805年から1808年まで州軍務局長、1808年から1810年までフィラデルフィア市法務官を務めた。

### ニュージャージー州での政治
1810年、ニュージャージー州へと戻り、モリス郡に定住した。1811年、ニュージャージー州下院議員に選出され、1813年までの1期、同職を務めた。1813年から1814年まではニュージャージー州最高裁判所の法律書記を任され、1813年から1815年までは同裁判所の陪席判事を務めた。その後1815年、ニュージャージー州知事として選出され、1817年まで同職を務めた。

### アメリカ合衆国上院議員
1816年、民主共和党からアメリカ合衆国上院議員に立候補し、当選を果たした。翌1817年3月に上院議員として着任、1829年1月に辞任した。しかしながらエフライム・ベイトマンの辞任により空席となった上院の議席を補充するため、直ちに上院議員として再選された。最終的に、1833年3月まで合計で16年間連続で上院議員を務めた。第15回議会に上院労働委員会の議長を、第16回議会から第18回議会まで上院商工業委員会の議長を、第19回議会から第22回議会まで上院工業委員会の議長を務めた。

### アメリカ合衆国海軍長官
1834年、上院を去る際、アンドリュー・ジャクソン大統領からロシア公使として指名を受けたが、辞退した。同年6月、ジャクソン大統領はアメリカ合衆国海軍長官就任を依頼し、ディカーソンはそれを受諾した。海軍長官に着任し、続くマーティン・ヴァン・ビューレン大統領の下でも海軍長官として再任され、1838年6月まで同職を務めた。

### 晩年
1840年、ニュージャージー州地区の連邦地方裁判所判事に任ぜられた。さらに1844年、ニュージャージー州憲法制定会議の代表も務めた。
1853年、ニュージャージー州サカサナにおいて死去した。遺体はサカサナ市内の長老派教会墓地に埋葬された。
死後、アメリカ海軍では、功績を称えて、駆逐艦ディカーソンにその名が付けられた。